# Дуино-Ауризина
Дуино-Ауризина (итал. Duino-Aurisina) — коммуна в Италии, располагается в регионе Фриули-Венеция-Джулия, в провинции Триест.
Население составляет 8698 человек (2008 г.), плотность населения составляет 193 чел./км². Занимает площадь 45 км². Почтовый индекс — 34011. Телефонный код — 040.
Покровителем населённого пункта считается святой Рох.

## Демография
Динамика населения:

## Администрация коммуны
- Официальный сайт: http://www.comune.duino-aurisina.ts.it/ Архивная копия от 16 декабря 2008 на Wayback Machine